# Акротрихе
Акротрихе (лат. Acrotriche) — род кустарников семейства Вересковые. Число видов — более 15.
Произрастает во всех штатах Австралии.
Вечнозелёные кустарники.
Листья суккулентные, продолговатые, треугольные, голые, опушённые, противоположные, глянцевые или матовые.
Цветки мелкие или крупные, похожие на кувшинчики и имеющие трубчатые, плоские лепестки, на концах, у отверстий которых находится по 5 лепестков, отогнутых назад.
Ягоды восковидные, белые, бело-желтоватые, округлые.

## Виды
По информации базы данных The Plant List, род включает 18 видов:
- Acrotriche affinis DC. — Акротрихе родственный
- Acrotriche aggregata R.Br.
- Acrotriche baileyana (Domin) J.M.Powell
- Acrotriche cordata (Labill.) R.Br. — Акротрихе сердцелистный
- Acrotriche depressa R.Br.
- Acrotriche divaricata R.Br.
- Acrotriche dura (Benth.) Quinn
- Acrotriche fasciculiflora (Regel) Benth.
- Acrotriche halmaturina B.R.Paterson
- Acrotriche lancifolia Hislop
- Acrotriche leucocarpa Jobson & Whiffin
- Acrotriche orbicularis Hislop
- Acrotriche parviflora (Stschegl.) Hislop
- Acrotriche patula R.Br.
- Acrotriche prostrata F.Muell. — Акротрихе распростёртый
- Acrotriche ramiflora R.Br.
- Acrotriche rigida B.R.Paterson
- Acrotriche serrulata R.Br.